# 김동성 (1967년)
김동성(金東成, 1967년 10월 15일 ~ )는 대한민국의 제8대 대전광역시 서구의원이다.

## 학력
- 한남대학교 건축공학과 졸업

## 경력
- 대전광역시 서구 복수동 오량마을마루미아파트 대표회장
- 한국자유총연맹 대전 서구지회 분회장
- 동방여자중학교 운영위원장
- 동방여자중학교 가족봉사단 단장
- 새마을문고 대전광역시 서구지부 회원
- 대전광역시 서구청 생활안전지킴이
- 대전광역시 서구 복수동 주민자치위원회 부위원장
- 더불어민주당 전국 대의원
- 더불어민주당 정책위원회 부의장
- 2020.04 ~ 2022.06 제8대 대전광역시 서구의회 의원
- 2020.04 ~ 2020.07 제8대 대전광역시 서구의회 전반기 행정자치위원회 위원
- 2020.07 ~ 2022.06 제8대 대전광역시 서구의회 후반기 행정자치위원회 부위원장

## 역대 선거 결과
| 실시년도 | 선거        | 대수 | 직책   | 선거구                | 정당         | 득표수    | 득표율          | 순위 | 당락 | 비고           |
| -------- | ----------- | ---- | ------ | --------------------- | ------------ | --------- | --------------- | ---- | ---- | -------------- |
| 2020년   | 4·15 재보선 | 8대  | 구의원 | 대전 서구 (나 선거구) | 더불어민주당 | 21,233 표 | \| \| 55.22% \| | 1위  |      | 초선, 민선 7기 |
|          | 55.22%      |      |        |                       |              |           |                 |      |      |                |